# Житков, Владимир Васильевич
Владимир Васильевич Житков — советский хозяйственный, государственный и политический деятель.

## Биография
Родился в 1924 году. Член КПСС.
Окончил МИИТ.
До 1943 — токарь, мастер цеха 26 на заводе в городе Каменск-Уральский.
В 1943—1954 — фрезеровщик паровозного депо, мастер колесного цеха, начальник объединённых тепловозо-дизельных цехов Унечских мастерских по ремонту подвижного состава.
В 1957—1963 — начальник технического отдела управления машиностроения, заместитель начальника планово-производственного отдела Калужского совнархоза.
В 1963—1965 — второй секретарь Калужского горкома КПСС.
В 1966—1972 — первый секретарь Калужского горкома КПСС.
В 1972—1983 — генеральный директор научно-производственного объединения «Ока» — директор Калужского научно-исследовательского института телемеханических устройств.
Делегат XXIII и XXIV съезда КПСС.
Умер в 1983 году в Калуге.

## Награды
- Орден Трудового Красного Знамени (трижды)